# Julius Oskar Galler

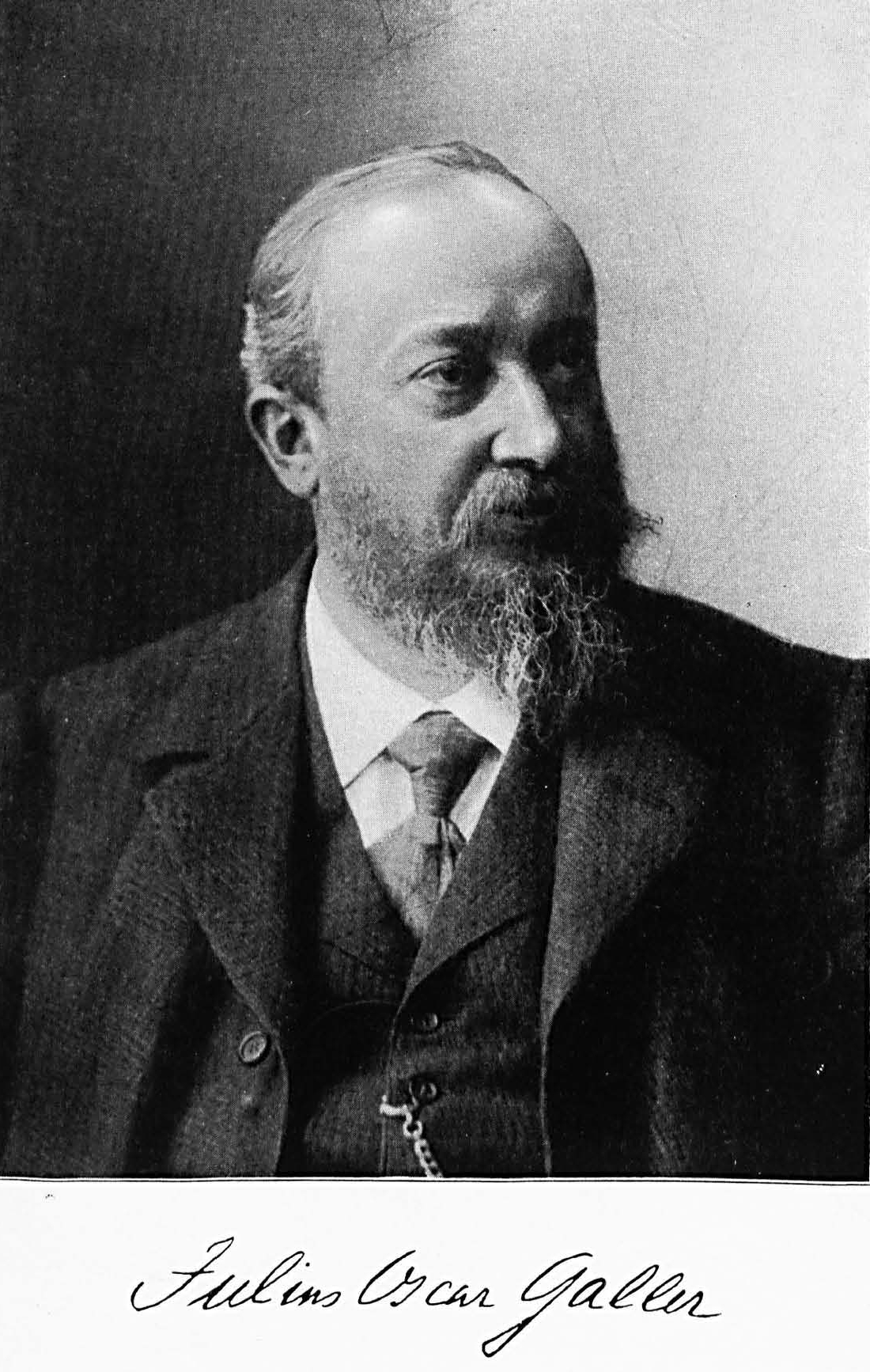
Julius Oskar Galler

Julius Oskar Galler (* 16. Mai 1844 in Meßkirch; † 16. Juli 1905 in Stuttgart) war Buchhändler und Mitglied des Deutschen Reichstags.

## Leben
Galler besuchte das Gymnasium in Sigmaringen und später das Institut Chaillet in Grandson (frz. Schweiz). Er erlernte den Buchhandel in Frankfurt am Main und war beschäftigt in Wien, Zürich, Bremen sowie zuletzt in der Cottaschen Buchhandlung in Stuttgart, wo er seit 1872 auch selbständiger Buchhändler war. Außerdem war er Mitglied des Bürgerausschusses der Stadt Stuttgart sowie Ausschussmitglied der Deutschen und Württembergischen Volkspartei.
Von 1893 bis 1898 war er Mitglied des Deutschen Reichstags für den Wahlkreis Württemberg 8 (Freudenstadt, Horb, Oberndorf, Sulz) und die Deutsche Volkspartei. Zwischen 1900 und seinem Tode war er für den Wahlbezirk Freudenstadt Mitglied der Zweiten Kammer der Württembergischen Landstände, wo er erster Vorstand der Petitionskommission sowie Mitglied der Finanzkommission und zeitweilig der Kommission für Gegenstände der inneren Verwaltung war.